# Barrio Cuarto, delstaten Mexiko
Barrio Cuarto är en ort i kommunen Morelos i delstaten Mexiko i Mexiko. Samhället hade 4 323 invånare vid folkräkningen år 2020 och var kommunens näst folkrikaste ort.